# Зулькарнаев, Лев Вячеславович
Лев Вячесла́вович Зулькарна́ев (род. 9 февраля 2000, Тюмень) — российский актёр театра и кино. Известен по главной роли в фильме «Экспресс» и по роли Зимы в сериале «Слово Пацана. Кровь на асфальте». Номинант рейтинга Forbes «30 до 30» за 2023 год.

## Биография
Родился в Тюмени в семье предпринимателя и работницы радио и телевидения. Родители были в разводе с ранних лет Льва. С детства занимался творчеством, в 2018 году выпустил поэтический сборник «Четыре стены одинокого счастья».
Переехал в Москву и в 2018 году поступил на режиссёрский факультет ГИТИСа в мастерскую Олега Кудряшова.
Принял участие в спектакле «Вот и всё, что вам нужно знать о дирижировании» театра «Практика», а также в постановке «Вон там» Театра наций.
В кино дебютировал в сериале «Коса» в 2021 году, сыграв Кешу Бабичева. Первую главную роль сыграл в полнометражном фильме «Экспресс», который получил высокие оценки критиков и стал победителем фестиваля «Окно в Европу».
В вышедшем в 2023 году сериале «Шаляпин» сыграл роль композитора Сергея Рахманинова. В конце 2023 года актёр приобрёл популярность, сыграв роль Зимы в сериале «Слово пацана. Кровь на асфальте».

## Фильмография
| Год  |   | Название                        | Роль                      |
| ---- | - | ------------------------------- | ------------------------- |
| 2021 | с | Коса                            | Кеша Бабичев              |
| 2022 | ф | Экспресс                        | Саша Сос                  |
| 2022 | с | Просто Михалыч                  | Антоха                    |
| 2023 | с | Шаляпин                         | Сергей Рахманинов         |
| 2023 | ф | Поехавшая                       | бандит                    |
| 2023 | с | Волшебный участок               | Упырь                     |
| 2023 | с | Слово пацана. Кровь на асфальте | Вахит Зималетдинов (Зима) |
| 2023 | с | Цербер                          | Пушкин                    |
| 2024 | с | Престиж                         | программист               |
| 2024 | ф | Сто лет тому вперёд             | космический курьер        |
| 2024 | с | Подростки в космосе             | Андрей                    |
| 2024 | с | Дети перемен                    | Родион                    |
| 2024 | с | Она такая классная              | Лёня                      |
| 2025 | ф | Буратино                        | Дуремар                   |
| 2025 | с | Путешествие на солнце и обратно | Имя персонажа не указано  |